# شبكة شخصية
الشبكة الشخصية (بالإنجليزية: Personal Area Network اختصاراً PAN)‏ هي شبكة حاسوب تستخدم لنقل البيانات بين عدّة طرفيات مثل الحاسب الشخصية أو اللوحية أو الهواتف الذكية أو المساعدات الرقمية. يمكن أن تتصل الشبكة الشخصية مع شبكة الإنترنت، حيث تلعب إحدى العقد فيها دور البوابة التي تربطها مع العالم الخارجي. يمكن أن تكون الشبكة الشخصية سلكيّة أو لاسلكيّة.

## شبكة المنطقة الشخصية
الشبكات الشخصية PAN
هي شبكات الكمبيوتر المستخدمة للتواصل بين أجهزة الكمبيوتر القريبة من المستخدم (و يتضمن هذا أجهزة الهاتف والمساعدات الرقمية (PDA))
يمكن استخدام هذه الشبكات لتكوين اتصال بين حواسيب بعضها ببعض أو لاتصال بمستوى شبكة أعلى ويمكن استخدامها لنقل الملفات بما في ذلك البريد الإلكتروني ومواعيد التقويم والصور الرقمية والموسيقى.
تعتمد شبكات المنطقة الشخصية على تكنولوجيا الإتصالات اللاسلكية منخفضة الطاقة و قصيرة المسافة مثل IrDA أو Wireless USB أو Bluetooth أو NearLink أو Zigbee
شبكات المنطقة الشخصية عموما تغطي مساحة تترواح بين بضعة سنتيمترات و أقل من 10 أمتار (حوالي 30 قدما).
يمكن أن توصل عن طريق الـ يو إس بي أو السلك الناري وهناك أيضاً الشبكات الشخصية اللاسلكية عن طريق الأشعة تحت الحمراء IrDA أو البلوتوث بلوتوث أو زيجبي زيجبي أو الرابط القريب Nearlink.
صممت شبكات المنطقة الشخصية PAN خصيصا لتتماشى مع محدودية طاقة المجسات التي تتكون منها هذه الشبكات، لذا يشار إلى هذه الشبكات أحيانا ب Low-Power Personal Area Network (LPPAN) أي شبكات المنطقة الشخصية منخفضة الطاقة، كما لا يجب الخلط بينها و بين الشبكات واسعة المساحة منخفضة الطاقة و المعروفة ب low-power wide-area network (LPWAN)
بلوتوث شبكة المنطقة الشخصية يدعى أيضاً بـ a piconet وعدد الأجهزة التي يمكنها التواصل مع بعضها حوالي 8 أجهزة نشطة وتكون العلاقة فيما بينها هي primary-secondary، بحيث أول جهاز بلوتوث في piconet يدعى primary أي الجهاز الرئيسي والأجهزة الباقية اسمها secondary أي الأجهزة الثانوية وجميعها يتواصل مع الجهاز الرئيسي.

## تكنولوجيا
- الجديد في التكنولوجيا الذي أنشأته أبحاث شركة آي بي إم في الشبكة الشخصية هو أنه يمكن استخدام الشحنات الكهربائية الموجودة في الجسم البشري لنقل البيانات الالكترونية وذلك باستخدام جهاز إرسال صغير(تقريبا حجم مجموعة من البطاقات) المزود بشريحة ويكون الجهاز المتلقي بحجم أكبر قليلاً، هذا النموذج يسمح للبيانات إلى أن تنتقل من المرسل إلى المتلقي من خلال ما يصل إلى أربع هيئات لمس.
- سمحت مؤخراً أجهزة piconet لتتجاوز إلى حد كبير للمجموعة التي كانت مصممة أصلا، في DEF CON 12، قامت مجموعة من قراصنة الكمبيوتر المعروفة باسم "Flexilis" بنجاح توصيل اثنين من أجهزة البلوتوث على مدى أكثر من نصف ميل (800 متر).

## شبكة المنطقة الشخصية اللاسلكية
وهي شبكة لربط أجهزة تتمحور حول مساحة عمل الشخص والتي هي وصلات لاسلكية.
عادة، شبكة المنطقة الشخصية اللاسلكية تستخدم بعض التكنولوجيا التي تسمح للاتصالات في مساحة لا تزيد عن 10 مترا وتعتبر هذه المساحة التي تغطيها صغيرة جداً، ومن هذه التكنولوجيا هو البلوتوث، والتي تم استخدامها كأساس لوضع معيار جديد IEEE 802.15.
إن هذه الشبكة يمكن أن تستخدم لربط جميع الحاسبات العادية وأجهزة الاتصال ويمكن أن تخدم غرضاً متخصصاً كثيراً مثل السماح للجراح وغيره من أعضاء الفريق على التواصل خلال عملية ما.
المفهوم الرئيسي للـ WPAN أنه عندما يعمل اثنين من الأجهزة والتي تبعد بينهما مسافة قريبة (في غضون عدة أمتار عن بعضها البعض أو في غضون بضعة كيلومترات من خادم مركزي) يمكنهم التواصل كما لو كانوا متصلين بواسطة كبل. ميزة أخرى هامة هي قدرة كل جهاز على التواصل مع الأجهزة الأخرى بشكل انتقائي، ومنع الدخول غير المصرح به للمعلومات.
إن تقنية الشبكة الشخصية اللاسلكية ما زالت ببدايتها وتخضع الآن للتطور السريع، ترددات التشغيل المقترحة هي حوالي 2.4 غيغاهرتز في وسائط رقمية والهدف من ذلك هو تسهيل تماس العملية بين الأجهزة المنزلية أو الأعمال التجارية والأنظمة.
وكل جهاز في WPAN سوف يكون قادرعلى سد العجز في أي جهاز آخر في WPAN نفسه، شريطة أن تكون في حدود النطاق المادي لبعضها البعض. بالإضافة إلى ذلك، سوف تكونWPANs مترابطة في جميع أنحاء العالم.

## وصلات خارجية
- مقدمة إلى الشبكات المنزلية